# Positionsanalys
Positionsanalys (PA), är en analysmetod. Positionsanalysens syfte är att på ett allsidigt sätt belysa valsituationen för både intressenter och beslutsfattare. Allsidigt belysande innebär att man tar upp alla möjliga handlingsvägar, effekter och värderingsmässiga utgångspunkter, man lyssnar helt enkelt på alla synpunkter. Metoden har utvecklats av Peter Söderbaum, som 1973 doktorerade metoden. Han blev sedan professor i ekologisk ekonomi. Metoden ses ibland som ett komplement eller konkurrent till traditionell nationalekonomisk cost-benefit-analys.

## Tillvägagångssätt i PA
- Först identifierar man vilka som berörs av beslutet.
- Sedan identifierar man problemet, ur alla olika intressenternas perspektiv. Man använder sig av historik och tidigare utredningar (om sådana finns).
- Man tar reda på vilka olika handlingsalternativ som finns för att sedan välja vilka handlingsalternativ som man ska gå vidare med och undersöka närmare. Man ska också jämföra den studerade beslutssituationen med liknande beslutssituationer för att identifiera och förebygga låsningar.
- Man identifierar också de system som kan påverkas utifrån de handlingsalternativ som man valt. Effekterna av handlingsalternativet mäts inte bara i monetära termer utan också i icke-monetära termer, såsom miljömässiga eller sociala. I PA studeras också irreversibla effekter och förhållanden som kan påverka framtida handlingsfrihet.
- Man gör en matris som med alternativ där det framgår om verksamheterna som påverkas av beslutet påverkas olika beroende på vilket handlingsalternativ som väljs. I matrisen ska man också kunna utläsa storleksordning för olika effekter och vilka flöden och positioner samt vilken utsträckning i tid och rum dessa har.
- Förekommande osäkerhet och risker analyseras och möjligheter att minimera osäkerheten diskuteras.
- Beslutsunderlagen sammanfattas på två nivåer. Effektnivå (jämförelse av alternativ i relation till effekt) och aktivitetsnivå (jämförelse av alternativ i relation till påverkade aktiviteter).
- Till sist ska slutsatserna vara villkorliga och spegla alternativa framtidsvisioner och olika värderingsmässiga utgångspunkter.